# بینچیمه
بینچیمه (روسی: Беенчиме) یک رودخانه در استان یاقوتستان کشور روسیه است.